# Eule der Minerva

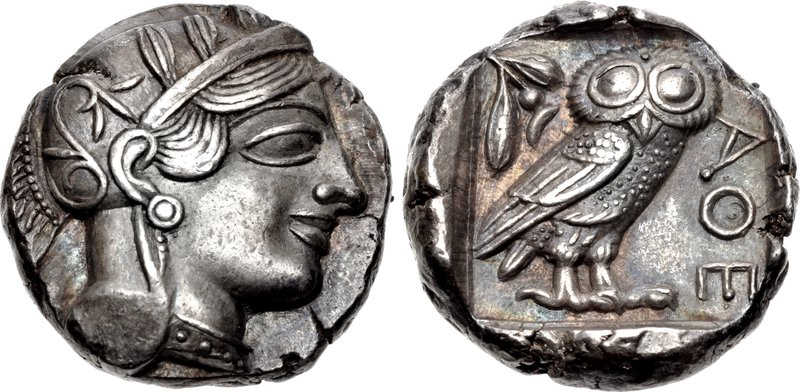
Athenisches Vierdrachmenstück mit dem behelmten Kopf der Pallas Athene auf der einen und der Eule auf der anderen Seite

Die Eule der Minerva oder auch Eule der Athene ist einerseits ein affirmatives Symbol von Klugheit und Weisheit und andererseits als Nachteule eine negative Metapher der älteren, philosophischen Erkenntnistheorie.

## Herkunft

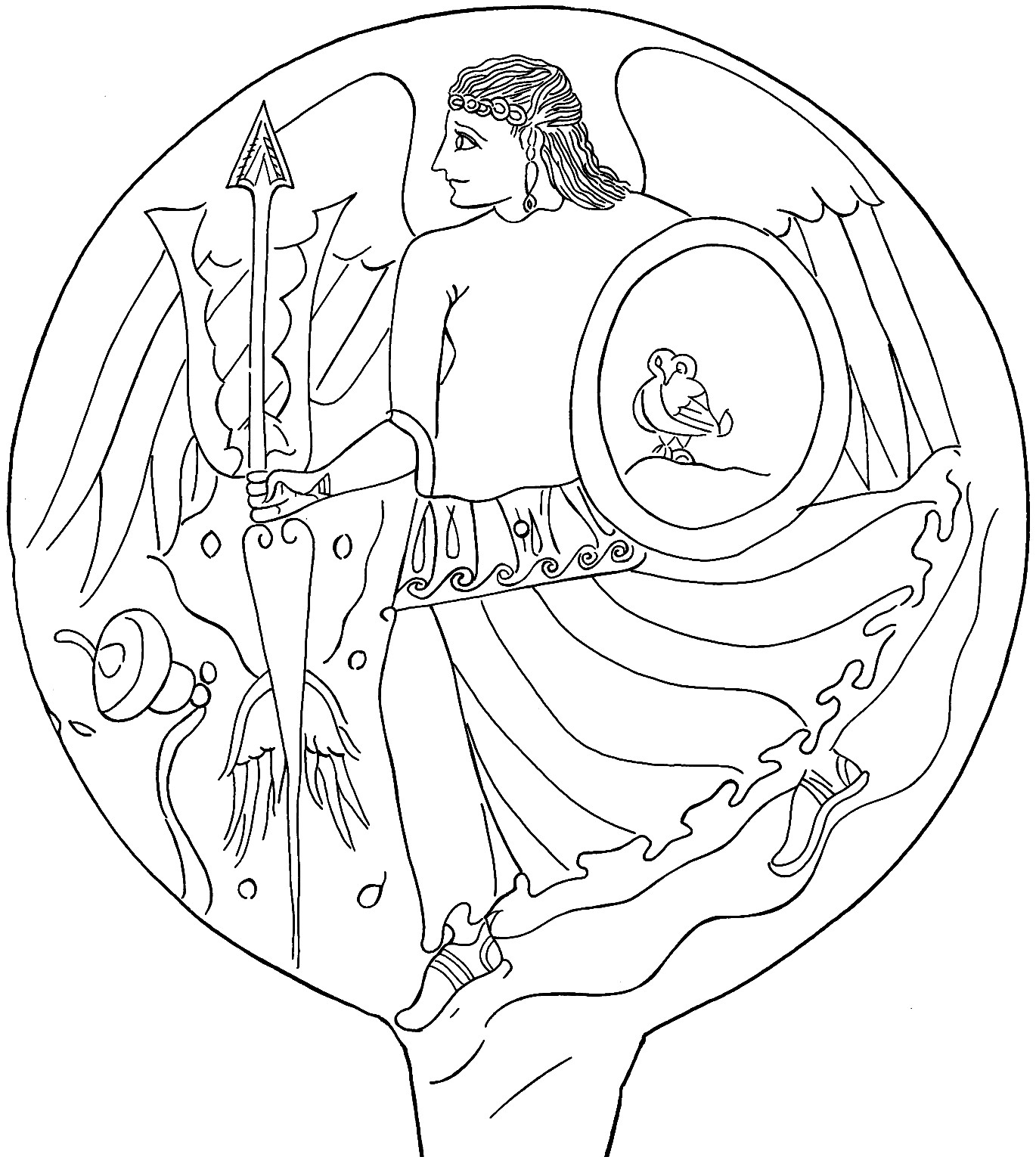
Die etruskische Göttin Menrva mit dem Attribut der Eule auf ihrem Schild

Die Eule – genau genommen der Steinkauz (Athene noctua) – war der griechischen Göttin Athene, der Göttin der Weisheit und der Stadtgöttin Athens, heilig. Dort war dieser Greifvogel an den Hängen der Akropolis nicht selten, vor allem auf Gemmen und athenischen Münzen waren Abbildungen der Eule der Athene weit verbreitet. Der Komödiendichter Aristophanes prägte um 400 v. Chr. die Redensart Eulen nach Athen tragen für eine überflüssige, sinnlose Handlung.
In der römischen Mythologie wurde Minerva mit Athene gleichgesetzt und ihr eine Eule symbolisch beigestellt. Auch bei den Etruskern war die Eule ein Attribut der Menrva. Man nimmt überwiegend an, dass die Göttin Menrva etruskischen Ursprungs ist und später als Minerva von den Römern und anderen italischen Kulturen übernommen wurde.
In der Antike war der Symbolgehalt der Eule vielfältig: Als Tier der Minerva/Athene, einer Kopfgeburt im wörtlichen Sinne, stand sie für Weisheit und Klugheit, gleichzeitig war sie aber auch als Unglücks- und Todesvogel gefürchtet. Aristoteles nutzt sie in seiner Metaphysik als Vergleichsbild für Erkenntnisschwierigkeiten, da Nachteulen tags schlecht sähen. Diese Metaphorik findet sich auch bei Thomas von Aquin (Summa contra gentiles, quaestio 45).

## Verwendung in der Neuzeit

### Illuminatenorden

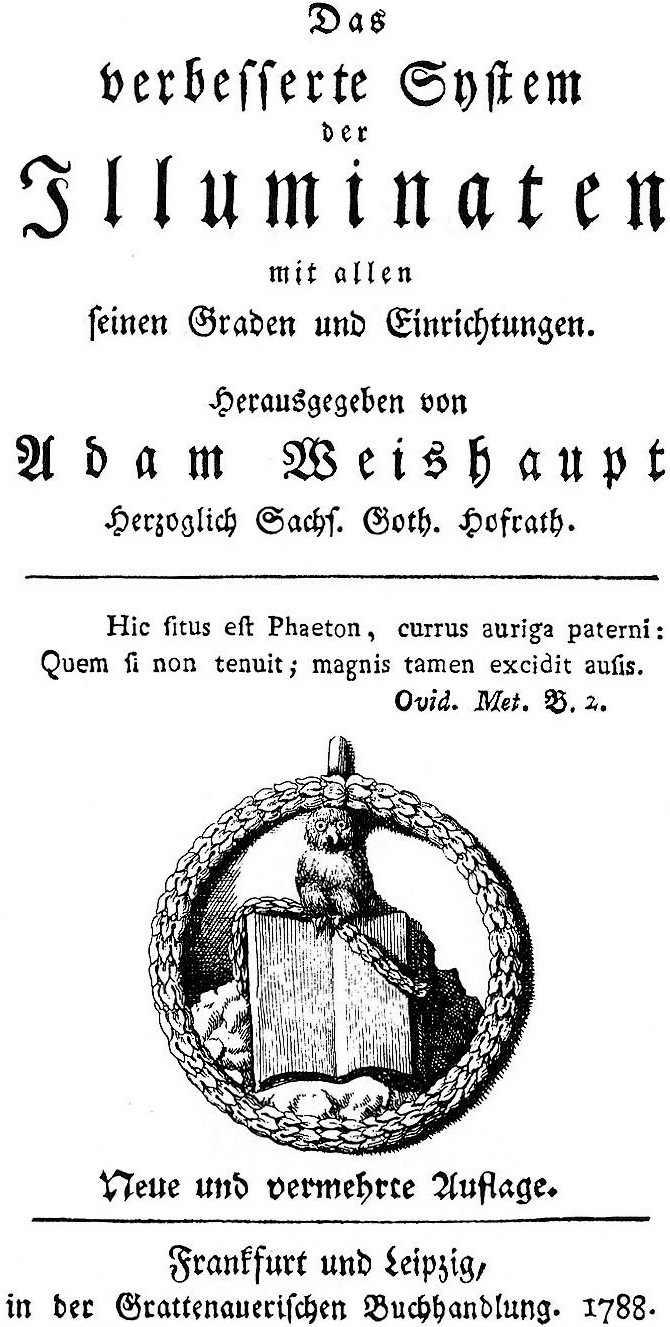
Symbol der Illuminaten: Die Eule der Minerva. Druckgraphik aus dem Jahr 1788

In der Neuzeit überwiegt die Assoziation der Eule mit Intellektualität und Rationalität. Der Illuminatenorden, eine radikalaufklärerische Geheimgesellschaft, die von 1776 bis 1785 existierte, verwendete die Eule, die zusätzlich noch auf einem aufgeschlagenen Buch saß, als Symbol der Weisheit.

### Hegel
Der deutsche Philosoph Georg Friedrich Hegel verglich 1820 in seinen Grundlinien der Philosophie des Rechts die Philosophie mit der dämmerungsaktiven Eule der Minerva:

„Wenn die Philosophie ihr Grau in Grau malt, dann ist eine Gestalt des Lebens alt geworden, und mit Grau in Grau lässt sie sich nicht verjüngen, sondern nur erkennen; die Eule der Minerva beginnt erst mit der einbrechenden Dämmerung ihren Flug.“

Die Philosophie sei wie eine Eule, die erst in der Abenddämmerung umherzufliegen beginne; sie könne erst Erklärungen liefern, wenn die zu erklärenden Phänomene bereits Geschichte seien. Philosophen könnten immer nur Vergangenes deuten. Die Philosophie setze mithin Wirklichkeitserfahrung voraus und könne nicht aus sich selbst heraus utopische Phantasien entwickeln; es gehe ihr immer um die Erkenntnis dessen, was ist. Als erweiterter Metaphernkontext bei Hegel ist die Farbsymbolik schwarz-weiß-grau, als eine Dialektik der Sehverhältnisse und Hegels Einschätzung der Philosophie als der verkehrten Welt philosophisch bedeutsam. In der Ideengeschichtlichen Forschung sind einige Rückdeutungen, woher Hegel zu dieser Metapher inspiriert worden sein könnte, versucht worden. Jacque d´Hondt rekurriert dabei auf ein revolutionsinformierendes Journal namens Minerva und Klaus Vieweg verweist auf eine Skulptur der Pallas Athene an einer Heidelberger Brücke. Beide Deutungen zielen jedoch auf die Göttin und nicht auf die Nachteule, welche die eigentliche Metaphorik semantisch trägt.
Ein jüngerer Ansatz rekonstruiert die Eulen-Metaphorik über den Hegel bekannten, aber heutzutage relativ unbekannten, philosophischen Schriftsteller Jacob Hermann Obereit: In seiner Flugschrift Des Sprechers Nachteule. Avertissement (Jena 1795), das in einem Exemplar von Goethe erhalten ist (Goethes Bibliothek, Ruppert-Nr. 3106), findet man zeitlich vor Hegel, aber zeitlich wie örtlich diesem sehr nahestehend, nicht nur eine affirmative Eulen-Metaphorik, sondern auch die Redeweise von einer umgekehrten Welt: „Nachteule der weisen Dunkelheit, die im Finstern Licht sieht und herwinkt [... eine] Beobachterin auch im Finstern mit blitzenden perspektivischen Augen.“ (Avertissement: vi) „Willkommen! Eine Nachteule, die, im Dunkeln, Licht sieht, und im Lichte dunkel, die umgekehrte Welt! Ein schöner Vogel der Minerva!“
Nach Ansicht Ernst Blochs handelt es sich um bei dem Hegel-Zitat der großen Gleichnisse der Weltliteratur, „eines, das Shakespeares würdig wäre“. Karl Ludwig Michelet ergänzte 1827 im Gespräch mit Hegel, die Philosophie sei nicht nur Eulenflug, sondern „auch Hahnenschlag eines neu anbrechenden Morgens […], der eine verjüngte Gestalt der Welt ankündigt“. Herbert Marcuse kritisiert anhand Hegels Eulenmetapher den resignativen Zug von dessen Philosophie, die sich nicht mehr getraue, die Welt zu verändern. Louis Althusser versteht den Ausspruch als Metapher für die scheinbare Ewigkeit des Bestehenden: Hegels Philosophie sei nur Selbstreflexion seiner Gegenwart, die er gedanklich nie habe transzendieren können.

### Numismatik
Das Motiv des Revers der Vierdrachmenmünze ist auf dem Revers der griechischen Ein-Euro-Münze wiedergegeben.
Eine Münze mit der Eule ist Teil des Logos der 1995 gegründeten European Society for the History of Economic Thought (ESHET).

### Heraldik

Das Wappen des Schweizer Orts Montagnola

Die Schweizer Ortschaft Montagnola trägt die Eule der Minerva im Wappen. Sie sitzt auf einem Zirkel, wobei das Wappen der politischen Gemeinde Collina d’Oro, deren Teil Montagnola ist, der dazugehörige Winkel ziert. Die Eule der Minerva, Zirkel und Winkel sind jedoch als Symbole der Freimaurerei auf die Vergangenheit der Stadt zurückzuführen, in der viele Freidenker, unter anderem Demetrio Camuzzi, lebten.